# Hans-Peter Blume

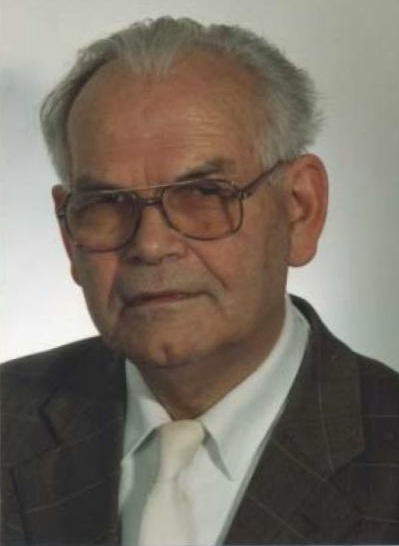
Hans-Peter Blume

Hans-Peter Heinrich Blume (* 18. April 1933 in Magdeburg) ist ein deutscher Bodenkundler. Er lehrte an der Landwirtschaftlichen Hochschule Hohenheim, an der Technischen Universität Berlin und an der Christian-Albrechts-Universität zu Kiel. Forschungsschwerpunkte waren die Dynamik, Entwicklung, Klassifikation, Verbreitung und ökologische Bewertung von Wald-, Acker- und Stadtböden in Deutschland, sowie von Böden in ariden Ökosystemen und in antarktischen Kälteregionen.

## Stationen seines Lebensweges
Hans-Peter Blume, Sohn eines Landesbeamten, wuchs seit 1940 in Schleswig-Holstein auf, zunächst in Tating, Kreis Eiderstedt, mit Besuch des Hermann-Tast-Gymnasiums in Husum. Später wohnte er mit seinen Eltern in Kiel und besuchte von 1949 bis 1953 die Max-Planck-Schule in Kiel. Nach dem Abitur absolvierte er eine zweijährige landwirtschaftliche Lehre auf Mohrkirchen in Angeln. 1955 begann er ein Studium der Landwirtschaft und Chemie an der Universität Kiel, das er 1958 mit dem Examen zum Diplomlandwirt abschloss. Während dieser Zeit erwachte sein Interesse am Fach Bodenkunde. Seit 1957 arbeitete er zunächst als studentische Hilfskraft und später als wissenschaftlicher Mitarbeiter am Institut für Pflanzenernährung und Bodenkunde der Universität Kiel. Unter der Ägide des Bodenkundlers Ernst Schlichting schrieb er eine experimentelle Diplomarbeit über die Tonverlagerung als profilprägender Prozess in Böden, die nach dem Diplom zu einer Dissertation erweitert wurde, mit der er 1961 promovierte.
Als Ernst Schlichting 1961 einen Ruf auf den Lehrstuhl für Bodenkunde an der Landwirtschaftlichen Hochschule Hohenheim annahm, folgte Blume seinem Lehrer und Förderer. Als wissenschaftlicher Assistent am Institut für Bodenkunde in Hohenheim habilitierte er sich 1968 mit einer Schrift über Stauwasserböden. Bis 1971 wirkte er als Privatdozent an diesem Institut. 1972 übernahm er als ordentlicher Professor den Lehrstuhl für Bodenkunde am Institut für Ökologie der Technischen Universität Berlin.
1982 kehrte Blume an die Universität Kiel zurück. Als Direktor und Professor für Bodenkunde am Institut für Pflanzenernährung und Bodenkunde entfaltete er hier eine rege disziplinübergreifende Lehr- und Forschungstätigkeit. Von 1988 bis 1998 war er gleichzeitig Direktor im Forschungs- und Technologiezentrum Westküste in Büsum und von 1996 bis 1998 auch Direktor des Ökologie-Zentrums der Universität Kiel. 1998 wurde er emeritiert.
Blume ist seit 1960 verheiratet und hat mit seiner Frau vier Kinder.

## Forschung und Lehre

### Landwirtschaftliche Hochschule Hohenheim
In Hohenheim erwarb sich Blume ein breites Grundlagenwissen über alle Bereiche der Bodenkunde. Gemeinsam mit Ernst Schlichting erarbeitete er ein pedologisches Methodenbuch für Labor- und Felduntersuchungen, das 1966 unter dem Titel Bodenkundliches Praktikum erschienen ist (zweite Auflage 1995) und sowohl für Land- und Forstwirte, als auch für Ökologen und Geographen konzipiert war. Die dritte Auflage erschien 2011.
Mehrere Jahre beschäftigte sich Blume mit der Morphologie und Chemie der Humuskörper typischer Waldböden in Norddeutschland und Schweden. Wegweisend waren seine Forschungsaktivitäten bei der Entwicklung bodenphysikalischer Messmethoden. Er gehörte zu den ersten Bodenkundlern in Deutschland, die mit Neutronensonden und Tensiometern bodendynamische Prozesse in periodischen In-situ-Messungen studierten. Für die Bestimmung des Bodenwasser- und Bodenlufthaushaltes benutzte er bereits 1966 Tritium als radioaktiven Markierungsstoff.
1968 habilitierte sich Blume in Hohenheim (seit 1968 Universität) für das Fachgebiet Bodenkunde mit einer Schrift über Stauwasserböden, eine grundlegende Arbeit über die genetische Entwicklung von Pseudogleyen und Stagnogleyen. Maßgebend beteiligt war er an Meliorationsversuchen auf Ackerbaustandorten in Württemberg. Zu seinen Lehrveranstaltungen gehörten Laborpraktika und bodenkundliche Kartierungsübungen.

### Technische Universität Berlin
Als Lehrstuhlinhaber für Bodenkunde war Blume seit 1972 integriert in das an der Technischen Universität Berlin neugegründete Institut für Ökologie. An dieser interdisziplinär strukturierten Studieneinrichtung musste er zunächst die von ihm zu vertretenden Lehrinhalte des Faches Bodenkunde an die Anforderungen der Geographen, Ökologen, Biologen und Landschaftsplaner anpassen. Deshalb beschäftigte er sich intensiv auch mit der Didaktik der Bodenkunde und publizierte darüber mehrere Beiträge. Ab 1976 gehört er zu den Mitautoren des Scheffer-Schachtschabel, des führenden deutschsprachigen Lehrbuches der Bodenkunde. Von der 15. Auflage (1982 bis 2002) hat er dieses Standardwerk auch redaktionell betreut. Im Jahre 2016 erschien die erste englische Auflage.
In Berlin erschloss sich Blume neue ökologisch orientierte Forschungsfelder. Gemeinsam mit seinen Doktoranden und Mitarbeitern bearbeitete er, teilweise im Rahmen interdisziplinärer Projektstudien, aktuelle Probleme der Stadtökologie, u. a. die Bodenentwicklung aus Trümmerschutt, Müll und Schlacken innerstädtischer Freiflächen, die Auswirkungen von Streusalzen auf die Böden sowie die Schwermetall-, Phosphat- und Herbizidbelastung von Abwässern. Aufbauend auf den Ergebnissen dieser wissenschaftlichen Forschungen erstellte er zahlreiche ökologische Gutachten, die bei Planungsvorhaben der Stadtpolitik als Entscheidungshilfen herangezogen wurden. Von 1976 bis 1984 kartierten er und seine Mitarbeiter im Rahmen von Ökosystemprojekten Wüstenböden in der Zentral-Sahara (Ägypten und Libyen), untersuchten deren Wasser- und Salzhaushalt und bewerteten die Eignung für einen Bewässerungsfeldbau.

### Universität Kiel
1982 mit der Berufung auf den Lehrstuhl für Bodenkunde am Institut für Pflanzenernährung und Bodenkunde der Universität Kiel konnte Blume seine in Berlin etablierten Forschungsfragen weiter bearbeiten. Bodenkundliche Kartierungen von Stadtböden in Kiel, Lübeck und Eckernförde gehörten ebenso zu den Arbeitsschwerpunkten, wie die unter seiner Ägide durchgeführten experimentellen Studien über die Wasser-, Nährstoff- und Schadstoffdynamik in verschiedenen Landschaften und Nutzungen Schleswig-Holsteins.
1988 gründete Blume mit Kollegen der Naturwissenschaftlichen Fakultät das Forschungs- und Technologiezentrum in Büsum der Kieler Universität. Dort studierte er u. a. in einem Verbundprojekt die Wirkung der globalen Klimaerwärmung auf die Böden der Watten und Salzwiesen der Nordseeküste. Parallel dazu untersuchte er zwischen 1983 und 2002 mit Doktoranden und Fachkollegen im Sudan, in Bangladesch, Israel, Brasilien und in der Antarktis die Eigenschaften verschiedener Böden, deren Verbreitungsareale und teilweise deren Wasser- und Nährstoffdynamik, um daraus deren Genese und deren Nutzbarkeit abzuleiten.
Aufgrund seiner Fachkompetenz wurde Blume in zahlreiche nationale und internationale Gremien und Arbeitskreise berufen. Von 1986 bis 1993 war er Vizepräsident und von 1994 bis 1997 Präsident der Deutschen Bodenkundlichen Gesellschaft. Seit 1986 ist er Mitglied eines Arbeitskreises der International Union of Soil Sciences (IUSS), dem die Weiterentwicklung einer internationalen Bodenklassifikation obliegt. Von 1986 bis 1993 war er Vertreter der IUSS bei der Standardisierung bodenkundlicher Untersuchungsmethoden.
Von 1982 bis 1994 betreute Blume als Chefredakteur mit seiner Frau das Fachgebiet Bodenkunde der Zeitschrift für Pflanzenernährung und Bodenkunde. 1990 hat er gemeinsam mit Fachkollegen ein Handbuch des Bodenschutzes herausgegeben, und seit 1996 erscheint unter seiner maßgebenden Federführung ein als Loseblattsammlung konzipiertes Handbuch der Bodenkunde. Seit 2000 gehört er der Redaktion der Loseblatt-Ausgaben des Handbuchs der Bodenuntersuchung an, das vor allem der Umsetzung der Bundesbodenschutzverordnung dient.

### Tätigkeit als Emeritus
Auch nach seiner 1998 erfolgten Emeritierung ist Blume weiterhin wissenschaftlich tätig. Bis 2005 betreute er noch sechs Dissertationen, so dass er insgesamt 48 seiner Schüler zur Promotion führte. Durch seine enorme Arbeits- und Schaffenskraft hat er auch als Emeritus die über 400 Publikationen umfassende Liste seiner wissenschaftlichen Veröffentlichungen noch um beachtenswerte Beiträge erweitert.
In den letzten zehn Jahren gehört zu den Forschungsschwerpunkten von Blume die Geschichte der Bodenkunde. Seit 2002 leitet er den Arbeitskreis „Geschichte der Bodenkunde“ der Deutschen Bodenkundlichen Gesellschaft. Anlässlich des 75-jährigen Bestehens dieser wissenschaftlichen Fachgesellschaft (2001) hat er eine umfassend dokumentierte, reich bebilderte, fast 400 Druckseiten umfassende Festschrift herausgegeben, die für lange Zeit das maßgebende Nachschlagewerk über die Entwicklungsgeschichte der wissenschaftlichen Bodenkunde in Deutschland sein wird.
Von den jüngsten Publikationen Blumes sind hervorzuheben: sein im Handbuch der Bodenkunde publizierter Beitrag Die Wurzeln der Bodenkunde (2003), die gemeinsam mit Karl Stahr verfasste Schrift Zur Geschichte der Bodenkunde (2007) und das gemeinsam mit Rainer Horn in der Schriftenreihe des Instituts für Pflanzenernährung und Bodenkunde der Universität Kiel herausgegebene Heft Persönlichkeiten der Bodenkunde I (2008).
Als Hobby sammelt Blume Briefmarken und andere postalische Belege zum Thema Bodenkunde – Bodennutzung – Bodenschutz, stellt seine Sammlung auf bodenkundlichen Fachtagungen aus und hat darüber das Buch „Ein philatelistischer Streifzug durch die Bodenkunde - Brot für die Welt durch Bodenkultur“ geschrieben.
Er ist Mitglied der Studentischen Verbindung Landsmannschaft Slesvico-Holsatia, vereinigt mit Landsmannschaft Cheruscia im Coburger Convent der Christian-Albrechts-Universität zu Kiel.

## Ehrungen und Auszeichnungen
- 1994: Ehrenmitglied der Polnischen Bodenkundlichen Gesellschaft
- 1994: Ehrenmitglied der Rumänischen Bodenkundlichen Gesellschaft
- 1997: Ehrendoktor der Universität Hohenheim
- 2003: Ehrenmitglied der Deutschen Bodenkundlichen Gesellschaft
- 2006: Ehrenmitglied der Internationalen Bodenkundlichen Gesellschaft
- 2012: Verdienstkreuz am Bande der Bundesrepublik Deutschland
- 2012 Verdienst-Medaille der Hebräischen Universität in Jerusalem

## Hauptwerke
- Die Tonverlagerung als profilprägender Prozeß in Böden aus jungpleistozänem Geschiebemergel. Diss. Landw. Fak. Univ. Kiel 1961.
- Bodenkundliche Studien im Pannon-Becken und seinen westlichen Randgebieten. Schriftenreihe der Landwirtschaftlichen Fakultät der Universität Kiel, H. 34, 1963.
- Ernst Schlichting und Hans-Peter Blume: Bodenkundliches Praktikum. Eine Einführung in pedologisches Arbeiten für Ökologen, insbesondere Land- und Forstwirte und für Geowissenschaftler. Verlag Paul Parey Hamburg und Berlin. Zweite neubearbeitete Auflage (Ernst Schlichting, Hans-Peter Blume und Karl Stahr), Blackwell Wissenschaftsverlag Berlin 1995 = Pareys Studientexte Nr. 81. 3. neubearbeitete Auflage (Hans-Peter Blume, Karl Stahr und Peter Leinweber), Spektrum Akademischer Verlag Heidelberg 2011.
- Stauwasserböden. Vergleichende Untersuchungen über Entstehung und Standorteigenschaften von Waldböden mit und ohne Wasserstau und zugleich ein Beitrag zur Kenntnis der Böden Baden-Württembergs, Ostholsteins sowie der Dänischen Inseln. (Habilitationsschrift). Verlag Eugen Ulmer Stuttgart 1968 = Arbeiten der Universität Hohenheim H. 42.
- Scheffer/Schachtschabel: Lehrbuch der Bodenkunde. Mitautor bzw. Mitherausgeber, 9. Aufl. 1976 bis 15. Aufl. 2002. Ferdinand Enke Verlag Stuttgart; 15. Aufl. Spektrum Akademischer Verlag Heidelberg und Berlin.
- Chemisch-ökologische Untersuchungen über die Eutrophierung Berliner Gewässer unter besonderer Berücksichtigung der Phosphate und Borate. G. Fischer Verlag Stuttgart 1979 = Schriftenreihe des Vereins für Wasser-, Boden- und Lufthygiene Bd. 48.
- Handbuch des Bodenschutzes. Herausgegeben von Hans-Peter Blume gemeinsam mit anderen Fachkollegen. Ecomed Verlagsgesellschaft Landsberg 1990; 2. Aufl. 1992; 3. Aufl. 2004; 4. Aufl. 2010.
- Arid Ecosystems. Herausgegeben von Hans-Peter Blume und Simon M. Berkowicz. Catena-Verlag Reiskirchen 1995 = Advances in Geoecology Bd. 28.
- Handbuch der Bodenkunde. Herausgegeben von Hans-Peter Blume gemeinsam mit anderen Fachkollegen. Ecomed Verlagsgesellschaft Landsberg, später Wiley-VCH Weinheim/Bergstraße. Loseblatt-Ausgabe 1996 ff.
- Böden städtisch-industrieller Verdichtungsräume. In: Handbuch der Bodenkunde. Herausgegeben von Hans-Peter Blume et al., Ecomed Verlagsgesellschaft Landsberg 1996, Kap. 3.4.4.9.
- Boden als Standortfaktor. In: Handbuch des Pflanzenbaues. Herausgegeben von E. R. Keller, H. Hanus und K.-U. Heyland. Verlag Eugen Ulmer Stuttgart, Bd. 1, Grundlagen der landwirtschaftlichen Produktion, 1997, S. 69–105.
- Towards sustainable land use – furthering cooperation between people and its institutions. Herausgegeben von Hans-Peter Blume mit Vertretern des Bundesumweltministeriums. Mit Vorträgen einer Tagung der "International Soil Conservation Organisation" (ISCO) 1996 im Deutschen Bundestag in Bonn. Catena-Verlag Reiskirchen 1998 = Advances in Geoecology Bd. 31, S. I–XXXII u. 1–1560.
- 75 Jahre Deutsche Bodenkundliche Gesellschaft: 1926–2001. Mitteilungen der Deutschen Bodenkundlichen Gesellschaft Bd. 97, 2001. IV u. 382 S.
- Die Wurzeln der Bodenkunde. In: Handbuch der Bodenkunde. Herausgegeben von Hans-Peter Blume et al., Ecomed Verlagsgesellschaft Landsberg 2003, Kap. 1.3.1.
- Hans-Peter Blume & Karl Stahr: Zur Geschichte der Bodenkunde. (Margarete von Wrangell 1877–1931, Willy Laatsch 1905–1997, Ernst Schlichting 1923–1988).Herausgegeben vom Institut für Bodenkunde & Standortlehre der Universität Hohenheim = Hohenheimer Bodenkundliche Hefte Nr. 83, 2007.
- Persönlichkeiten der Bodenkunde I. (Gustav Heyer 1826–1883, Georg Wiegner 1883–1936, Gustav Adolf Kraus 1888–1968, Wilhelm Holstein 1898–1973, Karl Leberecht Krutzsch 1772–1856, Hermann Krutzsch 1819–1896, Julius Stöckhardt 1809–1883, Heinrich Vater 1859-1830Gustaf Adolf Krauß 1888–1968, Hans-Friedrich Sachße 1890–1986, Hans Joachim Fiedler 1927 *1927), Publiziert von Hans-Peter Blume & Rainer Horn = Schriftenreihe Institut für Pflanzenernährung & Bodenkunde Universität Kiel Nr. 78, 2008.
- Persönlichkeiten der Bodenkunde II. (Eugen Hilgard 1833–1916, Hans Jenny 1899–1992, Hermann Stremme 1879–1961, Helmut Stremme 1916–2009, Eberhard Ostendorff 1905–1984, Otto Stern 1888–1969, Ernst Ehwald 1913–1986); Herausgegeben von Hans-Peter Blume & Rainer Horn = Schriftenreihe Institut für Pflanzenernährung & Bodenkunde Universität Kiel Nr. 58, 2010
- Persönlichkeiten der Bodenkunde III. (Christian Ehrenberg 1795–1876, Vasilii Dokucaev 1846–1903, Emil Ramann 1851–1926, Selman Waksman 1851–1926, Walter Rotkegel 1874–1959, Heinrich Thiele 1902–1990, Dietrich Kopp 1921–2008, Karl Heinrich Hartge 1926–2009). Herausgegeben von Hans-Peter Blume & Rainer Horn = Schriftenreihe Institut für Pflanzenernährung & Bodenkunde Universität Kiel Nr. 95, 2012
- Persönlichkeiten der Bodenkunde V. (Emil Wolff 1813–1896, Eilhard Mitscherlich 1874–1957, David Hissink 1874–1956, Herbert Franz 1908–2002, Otto Fränzle 1932–2009, Rudolf Pürckhauer 1901–1993). Herausgegeben von Hans-Peter Blume & Rainer Horn = Schriftenreihe Institut für Pflanzenernährung & Bodenkunde Universität Kiel Nr. 103, 2015.
- Hans-Peter Blume  & Heiner Fleige: Watten & Strände – Salzwiesen & Mangrovenwälder. Abschnitt 3.3.3.5 im Handbuch der Bodenkunde – 41. Ergänzungslieferung von 2016 im Handbuch der Bodenkunde (s. o.).
- Hans-Peter Blume & Manfred Bölter: Bodenlandschaften hoher Breiten – Antarktis & Arktis. Abschnitt 3.4.5.1 im Handbuch der Bodenkunde – 44. Ergänzungslieferung von 2018 im Handbuch der Bodenkunde (s. o.).
- Hans-Peter Blume: Ein philatelistischer Streifzug durch die Bodenkunde - Brot für die Welt durch Bodenkultur, Schweizerbart, Stuttgart, 2018.